# Francisco Vicentín
Francisco Vicentín (Avellaneda (Santa Fe), 15 de marzo de 1895 - Corrientes, 15 de abril de 1984) fue un sacerdote católico argentino, último obispo y primer arzobispo de la Arquidiócesis de Corrientes, y que gobernó durante 37 años.

## Biografía
Estudió en el seminario de Guadalupe, de la ciudad de Santa Fe, donde fue ordenado sacerdote eln diciembre de 1918. Fue cura párroco del pueblo de Vera hasta el año 1928, en que fue nombrado vicerrector y administrador del Seminario diocesano y vicario general del obispado. Regresó a su curato de Vera en 1930, ya como vicario foráneo con autoridad sobre el norte de la provincia de Santa Fe. Volvió a ser nombrado vicario general del obispado en 1933, durante el mandato de Monseñor Nicolás Fasolino.
El 18 de septiembre de 1934, el papa Pio XI nombró al padre Vicentín obispo de la diócesis de Corrientes, por entonces sufragánea de la Arquidiócesis de Paraná. Vicentín fue ordenado obispo en el mes de febrero de 1935 en la Catedral de Santa Fe y tomó posesión de su diócesis el 7 de marzo de 1935.
Su primera preocupación fue iniciar la construcción de la nueva Basílica de Nuestra Señora de Itatí, la última de nueve santuarios que existieron en ese lugar, y que es la que existe actualmente. Tuvo la oportunidad de presidir la inauguración del edificio en el año 1950, tras numerosas interrupciones —causadas por el ambicioso tamaño de la obra— y la inauguración definitiva en el año 1954, ocasión en que consagró la diócesis al Inmaculado Corazón de María. También erigió varias parroquias en su diócesis, entre ellas varias en la capital provincial y la de Itá Ibaté.
En 1957 fue creada la diócesis de Posadas, que separaba la provincia de Misiones de la diócesis de Corrientes. No obstante, por bula del 10 de abril de 1961, se creó la arquidiócesis de Corrientes, confirmando a Vicentín como su primer arzobispo. Por la misma bula se creó la diócesis de Goya, que junto a la de Posadas pasaban a depender de la arquidiócesis de Corrientes. Todos estos cambios fueron efectivamente realizados el 7 de octubre de 1961.
Durante los últimos años de su mandato se enfrentó al Movimiento de Sacerdotes para el Tercer Mundo, y sancionó a varios de los de su diócesis por desobedecer sus órdenes. El sacerdote Raúl Marturet solicitó una investigación judicial sobre esas sanciones, y cuando el juez actuante ordenó comparecer al obispo a declarar, este se amparó en su investidura episcopal; la respuesta del juez fue ordenar el arresto del obispo, medida que no llegó a llevarse a cabo. El obispo castigó al padre Marturet con la excomunión, medida que sería confirmada por el Vaticano. Por estas actitudes era considerado un "obispo de derecha".
Monseñor Vicentín presentó al papa Pablo VI la renuncia a su cargo de arzobispo el 5 de abril de 1972, viviendo el resto de su vida en la ciudad de Corrientes, donde falleció el 15 de abril de 1984.